# Drycothaea estola
Drycothaea estola es una especie de escarabajo longicornio del género Drycothaea, familia Cerambycidae. Fue descrita científicamente por Lameere en 1893.
Habita en Venezuela. Los machos y las hembras miden aproximadamente 8,1 mm. El período de vuelo de esta especie ocurre en el mes de noviembre.